# Gallur (kommunhuvudort)
Gallur är en kommunhuvudort i Spanien.   Den ligger i provinsen Provincia de Zaragoza och regionen Aragonien, i den nordöstra delen av landet, 250 km nordost om huvudstaden Madrid. Gallur ligger 249 meter över havet och antalet invånare är 2 925.
Terrängen runt Gallur är platt. Runt Gallur är det ganska glesbefolkat, med 30 invånare per kvadratkilometer. Närmaste större samhälle är Tauste, 7,6 km nordost om Gallur. Trakten runt Gallur består till största delen av jordbruksmark.